# Фархор (авиабаза)
Авиабаза Фархор — военная авиационная база, расположенная недалеко от города Пархар (тадж. Фархор) в 130 километрах к юго-востоку от столицы Таджикистана Душанбе, на границе с Афганистаном.
Авиабаза эксплуатируется военно-воздушными силами Индии в сотрудничестве с военно-воздушными силами Таджикистана. Вместе с авиабазой Айни Фархор является одной из двух военных баз Индии, расположенных вне её государственных границ.

## История
В 1996—1997 годах Отдел исследований и анализа (формирование внешней разведки Индии) начал переговоры с Таджикистаном об использовании авиабазы Фархор для транспортировки военного оборудования для афганского Северного альянса, а также для ремонта своих вертолётов и сбора разведывательных данных. В то время Индия владела лишь небольшим военным госпиталем в Пархарском районе. Госпиталь предназначался для лечения бойцов Северного альянса, пострадавших в сражениях с Талибаном, в их числе был и глава Альянса Ахмад Шах Масуд, на которого было совершено покушение. В 2002 году Индия подтвердила создание своей авиабазы в Пархаре, что было достигнуто в сотрудничестве с Россией. База находилась в полуразрушенном состоянии и не использовалась с 1980-х годов. В 2003 году индийское правительство выделило 10 млн долларов на реконструкцию базы к 2005 году. После окончания реконструкции госпиталь был закрыт. В настоящее время вся деятельность на территории авиабазы засекречена.

## Стратегическое значение
Авиабаза Фархор предоставила индийским военным широкие стратегические возможности на Индийском субконтиненте и в Центральной Азии. В связи с этим бывший президент Пакистана Первез Мушарраф высказал обеспокоенность, подчеркнув возможное увеличение влияния Индии в Афганистане, и предположив, что база позволит индийским военным в случае очередного конфликта полностью окружить Пакистан с воздуха.